# 输精管
输精管是人和动物体内输送精子的生殖管道。
人的输精管是一对由壁厚腔小的肌肉组成的长约30－50厘米的传送精子的管道，自附睾下端向上，从阴囊上升，穿过腹股沟管进入盆腔内，其末端与精囊腺的排泄管汇合成射精管，开口于尿道的前列腺部；它是附睪的延续，它负责将精子输送到射精管；是男性生殖系统中的组成部分。
输精管相对比较表浅，直接在阴囊及其上部即可通过皮肤直接触摸到。所以，若要進行節育，相较於女性的输卵管結紮术，男性的输精管結紮术具有安全快捷的特点。

## 外部連結
- {{SUNYAnatomyLabs|36|07|03|01}} - "Inguinal Region, Scrotum and Testes: Layers of the Spermatic Cord"
- 人体解剖学在线（Human Anatomy Online）网站上的相关图片：44:02-0301 - "The Male Pelvis: Distribution of the Peritoneum in the Male Pelvis"
- MedicalMnemonics.com: 2424 319   (dead link 2015/11/15)
- 橫截面圖像：pelvis/pelvis-e12-15 - 維也納醫科大學生物塑化實驗室提供
- （英文）inguinalregion 在韦斯利诺曼的解剖课上（乔治城大学） (testes)